# Jennie Churchill

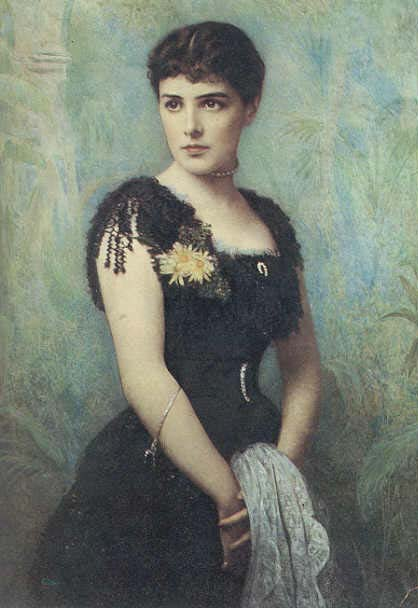
Jennie Churchill (um 1880)

Jeanette „Jennie“ Spencer-Churchill (auch: Lady Randolph Spencer-Churchill), geborene Jerome (* 9. Januar 1854 in Brooklyn, New York City, New York; † 29. Juni 1921 in London, England), war eine US-amerikanisch-britische Philanthropin und Autorin. Sie wurde vor allem bekannt als Mutter des späteren britischen Premierministers Winston Churchill.

## Leben und Wirken
Jennie Churchill wurde 1854 als zweitälteste Tochter des New Yorker Geschäftsmanns Leonard Jerome und seiner Ehefrau Clara Hall geboren. Ihren Vornamen, Jennie, erhielt sie in Anlehnung an die von ihrem Vater verehrte Opernsängerin Jenny Lind. Gegen Ende der 1860er Jahre kam Jennie nach Paris, wo sie 1870 in die höfische Gesellschaft eingeführt werden sollte, in der ihre Mutter und ihre Schwestern bereits seit längerem verkehrten.

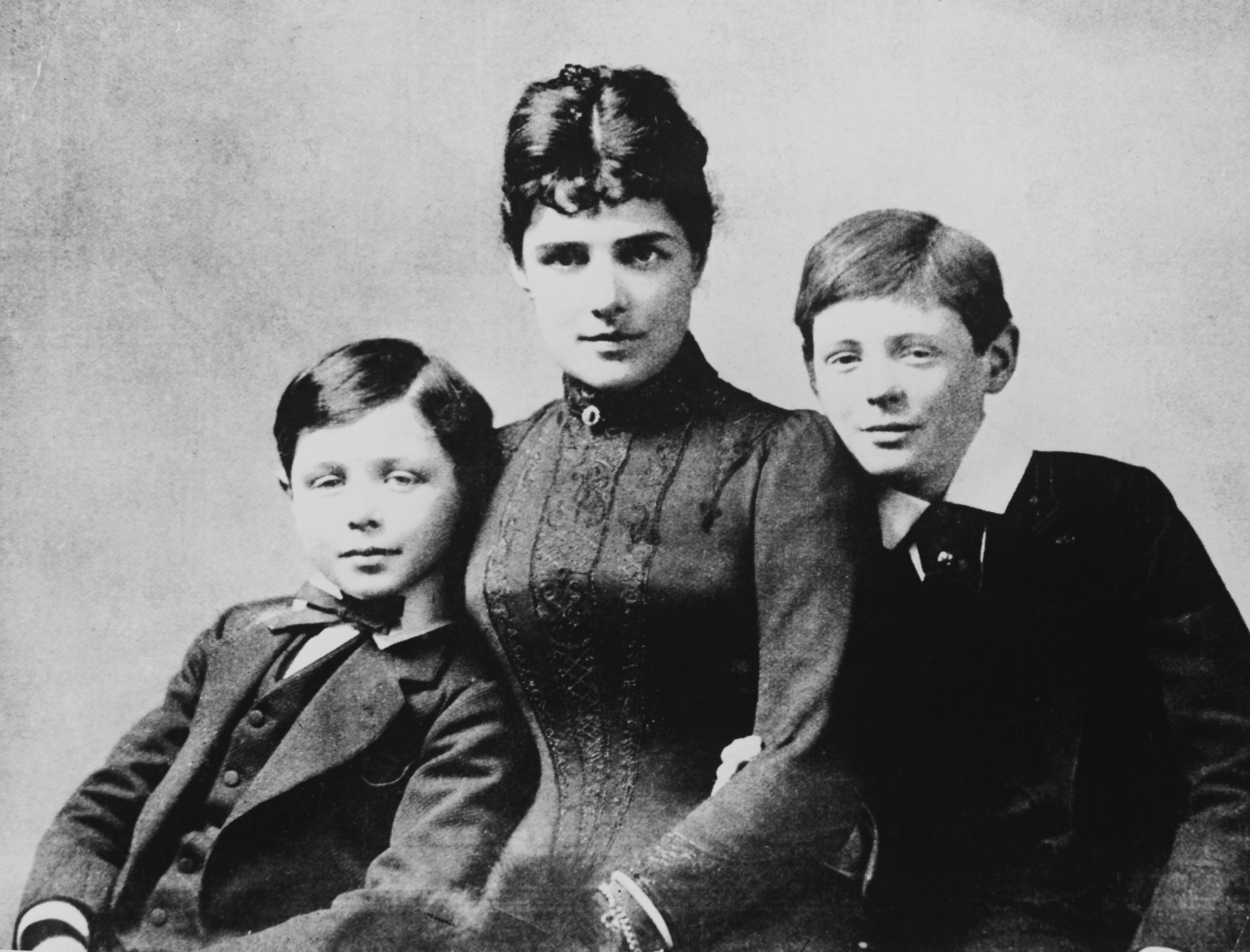
Jennie Churchill mit ihren Söhnen (1889)

Der Sturz der französischen Monarchie als Folge des Deutsch-Französischen Krieges machte diese Pläne jedoch zunichte. 1874 traf sie in Paris auf den jungen britischen Aristokraten Lord Randolph Spencer-Churchill, der in der Stadt weilte, um nach kürzlich erfolgtem erfolgreichen Abschluss der Universität Oxford die Zeit bis zur nächsten Unterhauswahl in Großbritannien zu überbrücken, mit welcher er seine Parlamentskarriere aufzunehmen beabsichtigte. Die beiden verliebten sich ineinander und heirateten bereits wenige Tage nach ihrer ersten Begegnung in der britischen Botschaft – gegen den Widerstand von Lord Randolphs Eltern, des Dukes und der Duchess of Marlborough. Durch diese Ehe erwarb Jennie die Höflichkeitsanrede „Lady Randolph Churchill“. Das Ehepaar hatte zwei Söhne: Winston Leonard Spencer-Churchill (1874–1965) und John Strange Spencer-Churchill (1880–1947). Die Beziehung zu ihren Kindern gilt als „liebevoll, aber distanziert“, was vor allem dem Umstand zugeschrieben wird, dass sie mit „ihren eigenen Angelegenheiten beschäftigt war“.
In den 1880er Jahren stieg Jennies Ehemann bis zum britischen Schatzkanzler auf, so dass sie Ehefrau des rangmäßig zweithöchsten Politikers im Staat wurde. Gemäß den zeitgenössischen Konventionen spielte sie nur eine höchst begrenzte Rolle bei der Erziehung ihrer Söhne, welche vor allem Gouvernanten und später Privatschulen übertragen wurde. In den 1890er Jahren nutzte Jennie Churchill ihre weitverzweigten Beziehungen, die bis zum Regierungschef Lord Salisbury und in die Königsfamilie reichten, um den politischen Aufstieg ihres Sohnes Winston zu befördern. So ermöglichte sie ihm durch ihre Fürsprache die Teilnahme an allerlei abenteuerlichen militärischen Eskapaden in den entlegensten Teilen des Empires (u. a. in Indien und im Sudan), indem sie die Mächtigen der Londoner Gesellschaft dazu veranlasste, Winston großzügige Beurlaubung von seiner regulären Truppe und die Attachierung zu den jeweils kampfnahen Expeditionskorps zu ermöglichen.

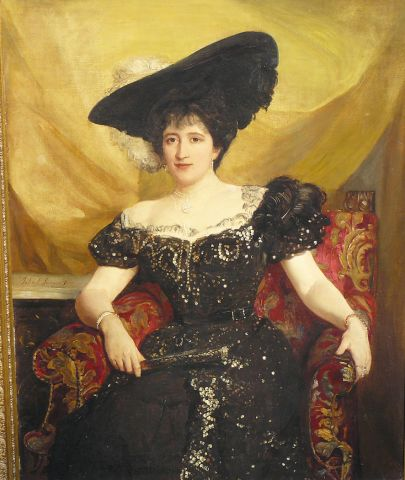
John Singer Sargent: Lady Randolph Churchill, Öl auf Leinwand, um 1900

Jennie Churchill war zu ihren Lebzeiten weithin für ihre „blendende Schönheit“ und ihre „intensive Lebensführung“ bekannt. So gilt sie als Erfinderin des Manhattan-Cocktails und war in zahllose Liebesabenteuer verwickelt. Zu den Männern, mit denen sie amouröse Verhältnisse hatte, zählen unter anderen König Eduard VII. von Großbritannien, König Milan von Serbien und der ungarische Diplomat Karl Graf Kinsky. Hartnäckig war zudem das Gerücht, dass ihr zweiter Sohn nicht von Lord Randolph stammte, sondern aus einer außerehelichen Beziehung hervorgegangen sei. Zu den (platonischen) Bewunderern von Churchills Schönheit zählten unter anderen Otto von Bismarck, mit dem sie in Bad Kissingen kurte, und der Diplomat Edgar Vincent, 1. Viscount D’Abernon, der die von ihr ausgehende mysteriöse Faszination in seinen Memoiren „An Ambassador of Peace“ verständlich zu machen versuchte, indem er sie mit einem Panther verglich: „Mehr von einem Panther als von einer Frau lag in ihrem Blick, aber mit einer kultivierten Intelligenz, die nicht dem Dschungel angehört.“ Dieses Bild wurde seither häufig benutzt.
Fünf Jahre nach dem Tode ihres ersten Gatten heiratete sie 1900 den um 20 Jahre jüngeren George Cornwallis-West, einen Offizier der Scots Guards – mit der Folge, dass Winston Churchill bis zur Trennung der beiden 1912 (Scheidung 1914) einen Stiefvater hatte, der nur zwei Wochen älter war als er selbst. Während ihrer Ehe mit Cornwallis-West führte Jennie Churchill den Namen „Mrs. George Cornwallis-West“, unter dem sie auch ihre Memoiren veröffentlichte, den sie jedoch später, nach ihrer Scheidung, zugunsten des Churchill-Namens wieder ablegte. Die beiden trennten sich schließlich voneinander, als Cornwallis-West sich in die Schauspielerin Mrs. Patrick Campbell verliebte, die er im Zusammenhang mit der Inszenierung eines von Jennie Churchill verfassten Theaterstücks, in dem Campbell die Hauptrolle spielte, kennengelernt hatte.
1918 heiratete Jennie einen Angestellten der britischen Zivilverwaltung in Nigeria, Montague Phippen Porch (1877–1964). Nach einem schweren Treppensturz wurde 1921 die Amputation ihres linken Beines notwendig. Sie starb an den Folgen der Operation und wurde im Familiengrab der Churchills auf dem St. Martins Friedhof in Bladon (Oxfordshire) neben ihrem ersten Ehemann beigesetzt. Ihr Sohn urteilte über das Leben der Mutter: „On the whole it was a life of sunshine“.

## Sonstiges
- In Filmen wurde Jennie Churchill unter anderem von Lee Remick in einer nach ihr benannten Fernsehserie („Jennie“) und von Anne Bancroft in dem Film Der junge Löwe („Young Winston“) von Richard Attenborough dargestellt.
- Jennie Churchill besaß eine Tätowierung, die eine Schlange zeigte, die sich um ihr linkes Handgelenk wand.
- Einer Familienlegende zufolge war Jennies Urgroßmutter mütterlicherseits eine Indianerin vom Stamm der Irokesen, eine Behauptung, die ihr Sohn Winston vielfach (vermutlich aus Freude an der Selbstinszenierung und zur Pflege seines Images als „unorthodoxer Paradiesvogel“ der britischen Politik) bejahte, die nicht genealogisch belegt werden konnte.[3]

## Werke
- The Reminiscences of Lady Randolph Churchill. 1908.
- 1616-1916 Shakespeare Memorial. Souvenir of the Shakespeare Ball. London 1911.